# Pleurotus craspedius
Pleurotus craspedius är en svampart som först beskrevs av Elias Fries, och fick sitt nu gällande namn av Claude-Casimir Gillet 1876. Pleurotus craspedius ingår i släktet Pleurotus och familjen musslingar.   Inga underarter finns listade i Catalogue of Life.